# Gerbécourt
Gerbécourt là một xã trong vùng Grand Est, thuộc tỉnh Moselle, quận Château-Salins, tổng Château-Salins. Tọa độ địa lý của xã là 48° 51' vĩ độ bắc, 06° 30' kinh độ đông. Gerbécourt nằm trên độ cao trung bình là 268 mét trên mực nước biển, có điểm thấp nhất là 206 mét và điểm cao nhất là 354 mét. Xã có diện tích 2,95 km², dân số vào thời điểm 1999 là 102 người; mật độ dân số là 34 người/km². Xã nằm 4 km về phía bắc của Château-Salins, thuộc Pháp từ năm 1766.

## Thông tin nhân khẩu
| 1962 | 1968 | 1975 | 1982 | 1990 | 1999 |
| ---- | ---- | ---- | ---- | ---- | ---- |
| 128  | 144  | 119  | 93   | 101  | 102  |